# 范湉湉
范湉湉（1980年7月15日—），女，上海人，中国大陆影视演员、主持人。代表作有综艺《奇葩说》、《顶级厨师》，電視劇《繁花 (電視劇)》等。曾为星辉公司旗下艺人。